# Biyuya (álbum)
Biyuya es un álbum de estudio por el bandoneonista de tango argentino Astor Piazzolla junto a su Quinteto, fue grabado y editado en Buenos Aires durante 1980. Fue el primer álbum posterior al «periodo italiano», terminando así con la etapa experimental con sus Conjuntos Electrónicos, Piazzolla volvió a Buenos Aires para grabar con su Quinteto acústico.

## Antecedentes
Anteriormente, Astor Piazzolla por medio de un acuerdo con su mánager Alan Pagani, logró una serie de acuerdos discográficos en Italia, radicándose en el país por cuatro años, una etapa fructífera que se conoce como el «periodo italiano», en donde grabó varios álbumes junto a diferentes conjuntos de carácter más electrónico que acústico. Así grabó varios trabajos, incluyendo varias bandas sonoras como Lumière en 1976, Quand la ville s'éveille en 1975, Il pleut sur Santiago en 1975, Cadavres exquis en 1975 y Armaguedon de 1977, además de Libertango y Summit (junto a con Gerry Mulligan), ambos de 1974, entre otros.

## Lanzamiento y reediciones
Biyuya se editó originalmente en 1980 en Italia por el sello Carosello, una posterior reedición del álbum se título Escualo con diferente portada, el mismo año se editó en Argentina por Interdisc. En Francia se editó al año siguiente como Concert de Tango por Atoll Music, en Venezuela se editó ese mismo año por Disquerias Unidas, en México fue editado por el sello Helix en 1981 y luego reeditado por Real en 1984. En Alemania se editó en 1990 por Tropical Music, el mismo año se editó en Italia en CD, mientras que en 1992 apareció una reedición europea en CD por JBR Records.

## Lista de temas
Todas las canciones escritas y compuestas por Astor Piazzolla. 
| Lado A |                       |          |  |
| N.º    | Título                | Duración |  |
| 1.     | «Biyuya»              | 5:55     |  |
| 2.     | «Movimiento Continuo» | 3:46     |  |
| 3.     | «Verano del '79»      | 6:26     |  |

| Lado B |               |          |  |
| N.º    | Título        | Duración |  |
| 4.     | «Chin Chin»   | 4:46     |  |
| 5.     | «Escualo»     | 3:30     |  |
| 6.     | «Marejadilla» | 7:55     |  |

## Créditos
Quinteto.
- Astor Piazzolla - bandoneón, arreglos y dirección
- Fernando Suárez Paz - violín
- Oscar López Ruiz - guitarra eléctrica
- Pablo Ziegler - piano
- Héctor Console - contrabajo